# Cerocoma schaefferi
Cerocoma schaefferi är en skalbaggsart som först beskrevs av Carl von Linné 1758.  Cerocoma schaefferi ingår i släktet Cerocoma, och familjen oljebaggar. Arten har ej påträffats i Sverige.

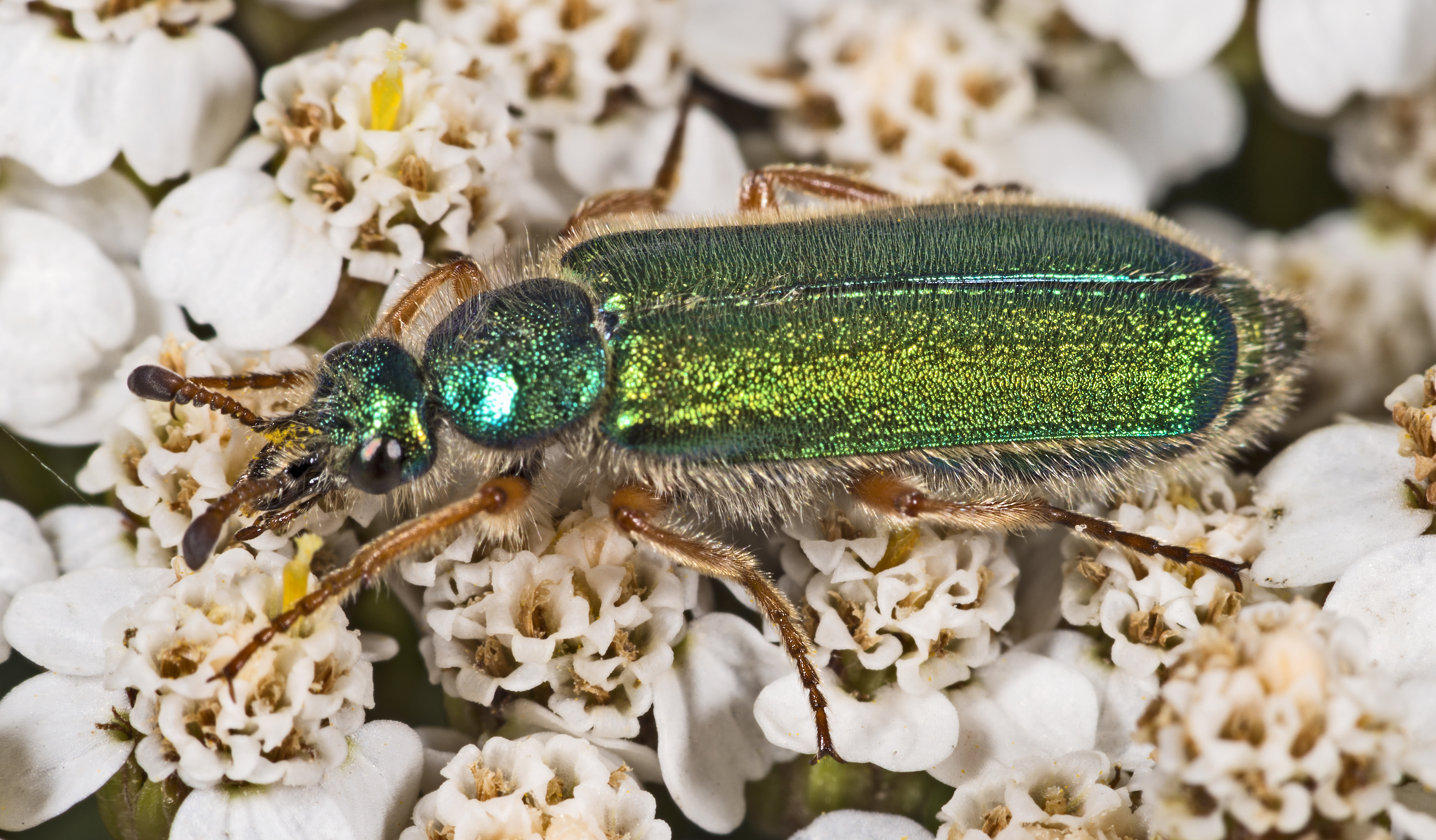
♀
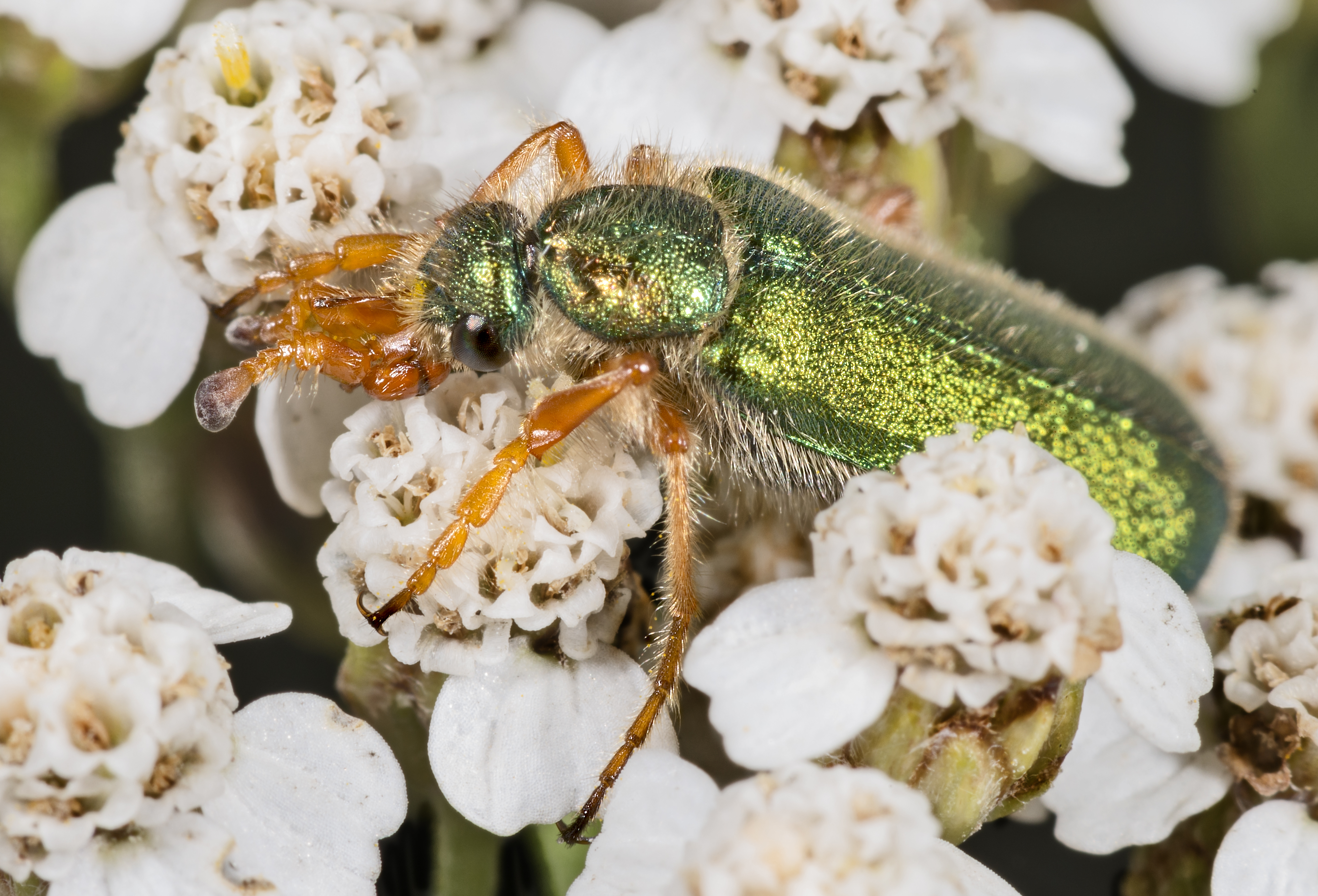
♂
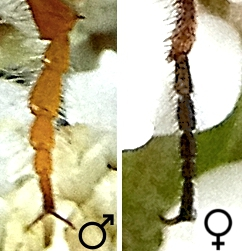

## Bildgalleri

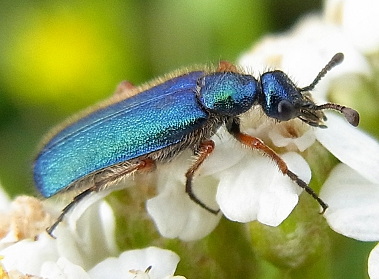
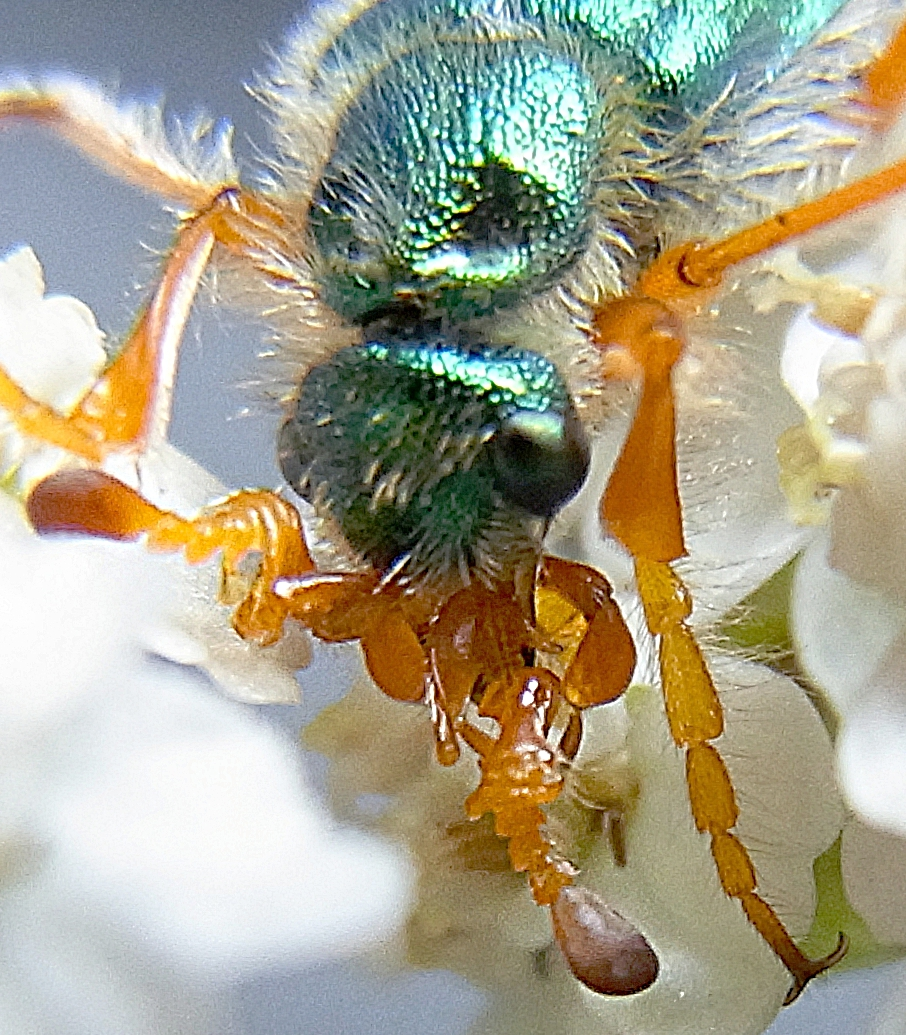
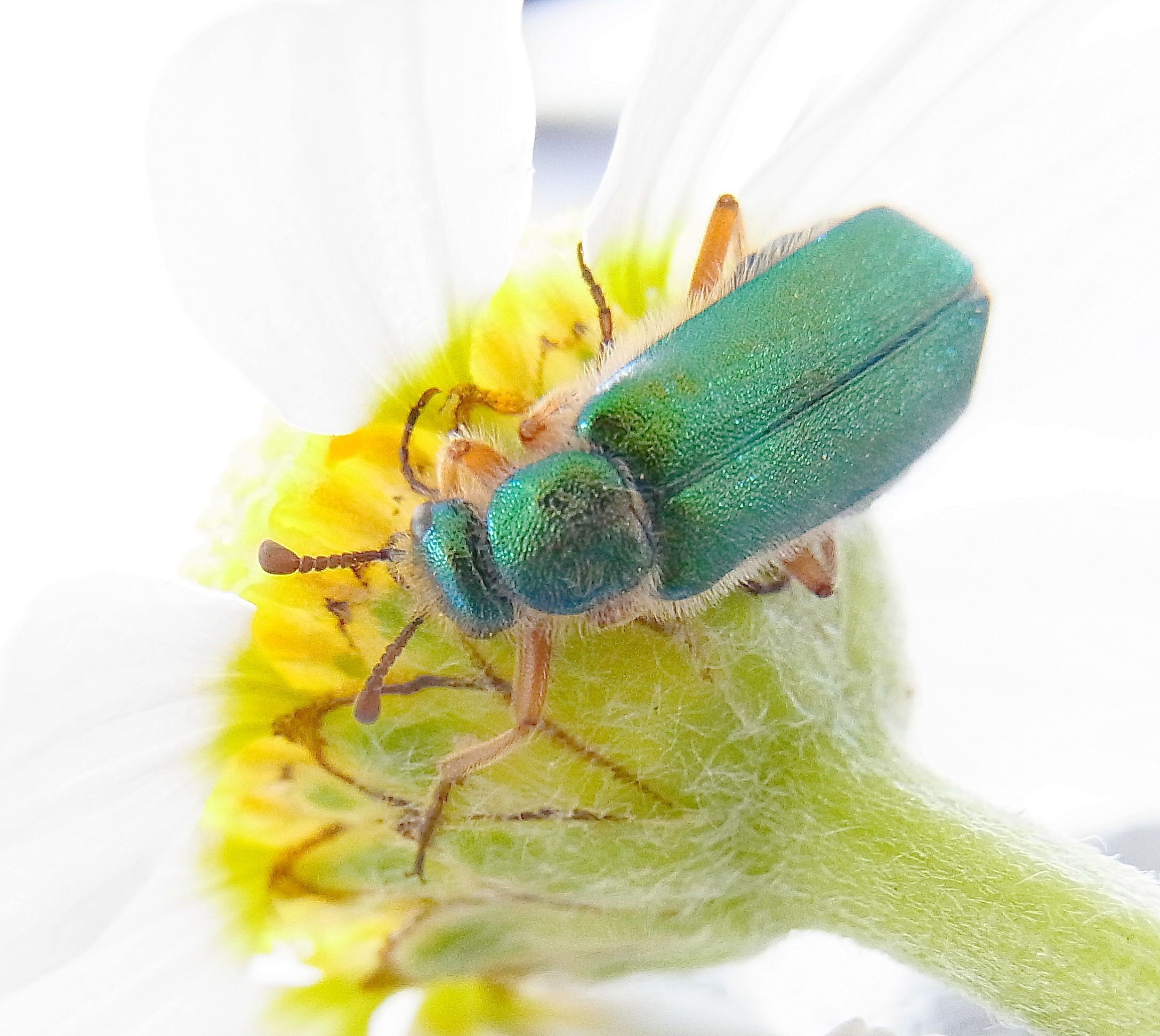
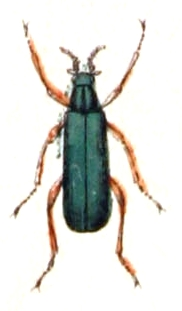